# Calyptocephalella gayi
Genre
Synonymes
- Caudiverbera Laurenti, 1768
- Peltocephalus Tschudi, 1838 nec Duméril & Bibron, 1835
- Cephalopeltis Jiménez de la Espada, 1875
- Calyptocephala Nieden, 1923 nec Dejean, 1834
- Eophractus Schaeffer, 1949
- Gigantobatrachus Casamiquela, 1958

Espèce
Synonymes
- Lacerta caudiverbera Linnaeus, 1758
- Calyptocephalella caudiverbera (Linnaeus, 1758)
- Caudiverbera caudiverbera (Linnaeus, 1758)
- Caudiverbera peruviana Laurenti, 1768
- Ptyodactylus feullaei Duméril & Bibron, 1836
- Calyptocephalus gayi Duméril & Bibron, 1841
- Peltocephalus quoyi Tschudi, 1838
- Calyptocephalus ater Philippi, 1902
- Calyptocephalus rufus Philippi, 1902
- Calyptocephalus coxi Philippi, 1902
- Calyptocephalella canqueli Schaeffer, 1949
- Gigantobatrachus parodii Casamiquela, 1958

Statut de conservation UICN

 VU A2ad : Vulnérable
Statut CITES
Calyptocephalella gayi, unique représentant du genre Calyptocephalella, est une espèce d'amphibiens de la famille des Calyptocephalellidae.

## Répartition
Cette espèce est endémique du Chili. Elle se rencontre de Coquimbo à Puerto Montt entre le niveau de la mer et 500 m d'altitude.

## Description

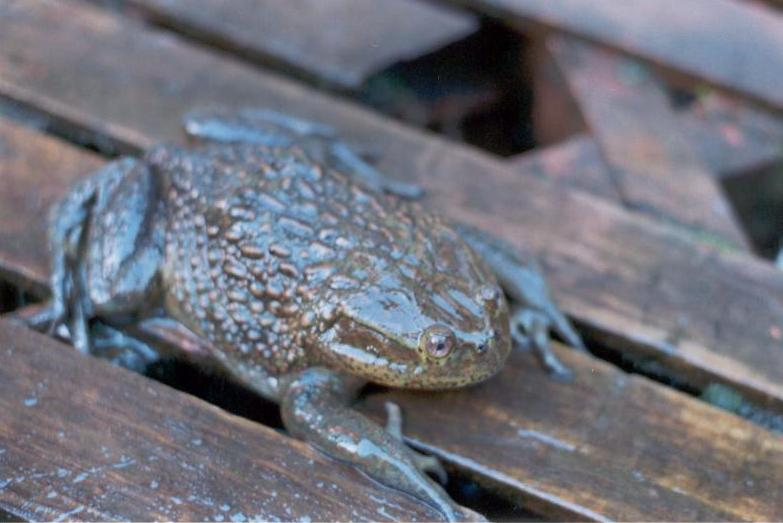
Calyptocephalella gayi

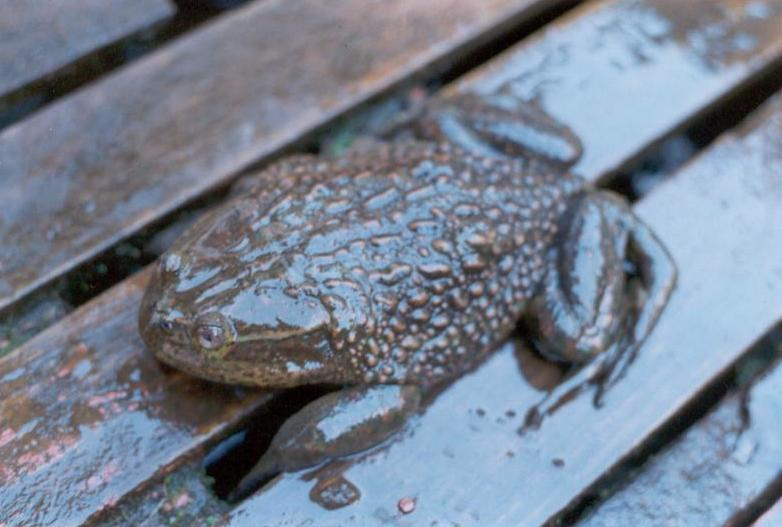
Calyptocephalella gayi

Les mâles mesurent jusqu'à 120 mm et les femelles jusqu'à 320 mm.

## Taxinomie
Selon Myers et Stothers en 2006, le genre Caudiverbera Laurenti, 1768 est invalide car basé sur un animal composite et fictif, Caudiverbera peruviana Laurenti, 1768. Le nom valable de cette espèce est donc Calyptocephalella gayi Duméril & Bibron, 1841 et non Caudiverbera caudiverbera (Linnaeus, 1758).

## Étymologie
Cette espèce est nommée en l'honneur de Claude Gay.

## Publications originales
- Duméril & Bibron, 1841 : Erpétologie générale ou Histoire naturelle complète des reptiles, vol. 8, p. 1-792 (texte intégral).
- Strand, 1928 : Miscellanea nomenclatorica zoologica et palaeontologica. Archiv Für Naturgeschichte (A), vol. 92, no 8, p. 30-75.